# جوردي ديلكلوس
جوردي ديلكلوس (بالفرنسية: Jordi Delclos) (3 يوليو 1985 ببيربينيا في فرنسا - ) هو لاعب كرة قدم فرنسي في مركز الوسط. لعب مع نادي أرليه أفينيون ونادي أورليانز ونادي فريجوس ونادي كاسي كارنو ونادي لوزان وGap HAFC ‏ وRCO Agde ‏ وCanet Roussillon FC ‏.

## روابط خارجية
- جوردي ديلكلوس على موقع رابطة كرة القدم الفرنسية للمحترفين (الإنجليزية)
- جوردي ديلكلوس على موقع قاعدة بيانات كرة القدم.إي يو (الإنجليزية)
- جوردي ديلكلوس على موقع Soccerway.com (الإنجليزية)